# Justus Windemuth
Justus Windemuth (* 27. September 1883 in Weiterode; † 30. Januar 1963 ebenda) war ein hessischer Politiker (SPD) und Abgeordneter des Hessischen Landtags.
Justus Windemuth besuchte die Volksschule, Volkshochschule und gewerkschaftliche Bildungskurse über Volkswirtschaft und Beamtenrecht und wurde Reichsbahnbeamter. Seit 1932 war er im Ruhestand.
Justus Windemuth war Mitglied und Funktionär der SPD. Für seine Partei war er vor 1933 Mitglied des Kreistags und des Kreisausschusses des Landkreises Rotenburg. Daneben war er von 1921 bis 1933 Mitglied des Kurhessischen Kommunallandtags und des Provinziallandtags Hessen-Nassau.
Ab 1945 war er Vorsitzender der SPD Kreisgruppe Rotenburg (Fulda), ehrenamtlicher Bürgermeister der Gemeinde Weiterode und erster Kreisdeputierter des Kreises Rotenburg (Fulda). Vom 13. Juli 1946 bis 30. November 1946 war er Mitglied der Verfassungberatenden Landesversammlung Groß-Hessen.